# 欧萨克-瓦达勒
欧萨克-瓦达勒（法語：Aussac-Vadalle，法語發音：[osak vadal]）是法国夏朗德省的一个市镇，属于昂古莱姆区。该市镇由欧萨克（Aussac）和瓦达勒（Vadalle）等村庄组成。

## 地理
欧萨克-瓦达勒（45°48'59"N, 0°13'14"E）面积17.61 平方千米，位于法国新阿基坦大区夏朗德省，该省份为法国西部内陆省份，北起德塞夫勒省和维埃纳省，东临上维埃纳省，东南至多尔多涅省，南至多爾多涅省，西接滨海夏朗德省。
与欧萨克-瓦达勒接壤的市镇（或旧市镇、城区）包括：库尔让、若德、曼恩德布瓦克斯、楠克拉尔、圣阿芒德布瓦克斯、图里耶、维勒茹贝尔、瓦勒德博尼约尔。

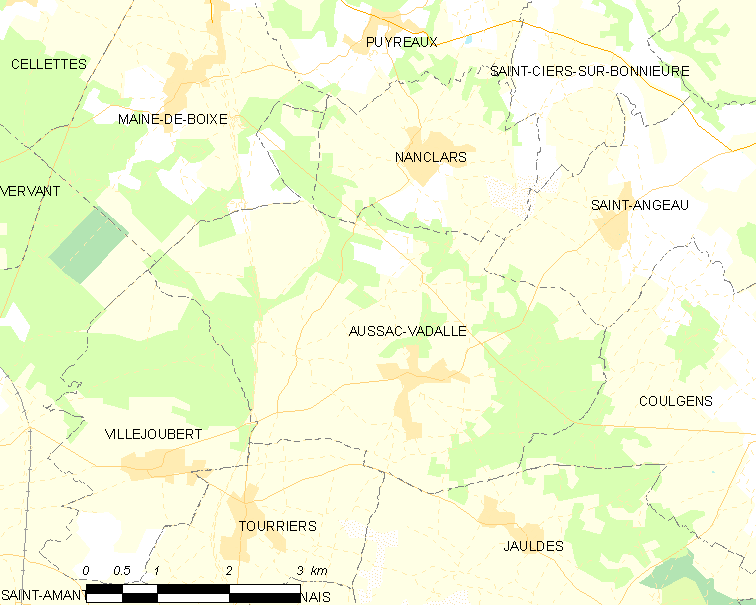
欧萨克-瓦达勒的OSM定位图

欧萨克-瓦达勒的时区为UTC+01:00、UTC+02:00（夏令时）。

## 行政
欧萨克-瓦达勒的邮政编码为16560，INSEE市镇编码为16024。

## 政治
欧萨克-瓦达勒所属的省级选区为布瓦克斯-芒卢瓦县。

## 人口

1962-2008年间欧萨克-瓦达勒人口变化图示

欧萨克-瓦达勒于2022年1月1日时的人口数量为549人。